# Wolfgang Jüttner

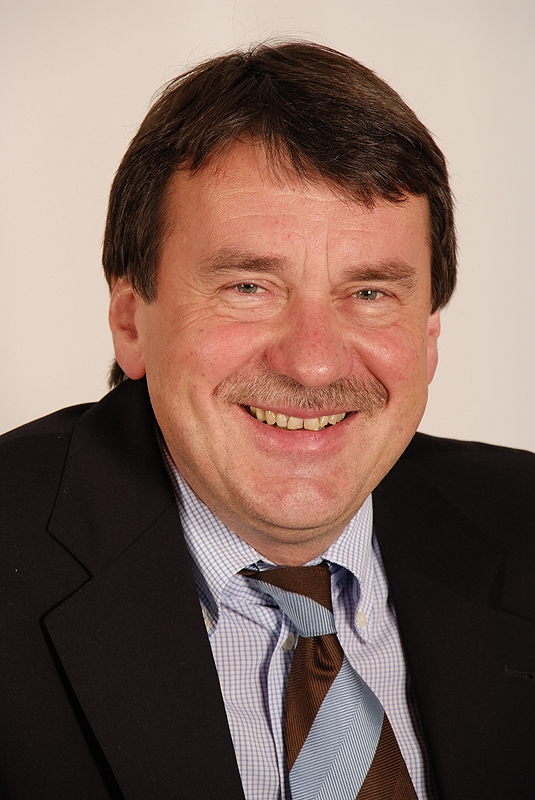
Wolfgang Jüttner, 2009

Wolfgang Jüttner (* 21. März 1948 in Lüdersfeld, Landkreis Schaumburg-Lippe) ist ein deutscher Politiker (SPD). Er war von 1998 bis 2003 Niedersächsischer Umweltminister, von 2005 bis 2010 Vorsitzender der SPD-Fraktion im Niedersächsischen Landtag und von 2005 bis 2011 Mitglied des SPD-Parteivorstands.
Der Landesparteitag der niedersächsischen SPD nominierte ihn 2007  zum Spitzenkandidaten der SPD für die Landtagswahl am 27. Januar 2008, bei der Jüttner dem damaligen Amtsinhaber Christian Wulff unterlag.

## Biografie

### Politische Funktionen
Jüttner besuchte die Goetheschule in Hannover. Nach dem Abitur leistete er ab 1967 seinen Wehrdienst ab und studierte von 1970 bis 1976 für das Lehramt an Gymnasien die Fächer Soziologie, Politikwissenschaft und Germanistik an der Universität Hannover. Von 1976 bis 1977 war er Lehrer an der IGS Langenhagen, bis 1978 auch in der Verbandsarbeit tätig. Ab 1979 wirkte er in Springe als Dozent an der Heimvolkshochschule mit den thematischen Schwerpunkten Bildungsurlaub und gewerkschaftliche Bildungsarbeit. Dort nahm er von 1983 bis 1986 die Aufgaben des Betriebsrats-Vorsitzenden wahr.
Mitglied der SPD ist Jüttner seit 1970. 1971 wurde er von den Jungsozialisten in den Juso-Unterbezirksvorstand Hannover gewählt, im Dezember 1973 als Nachfolger von Gerhard Schröder zum Bezirksvorsitzenden der Jungsozialisten im SPD-Bezirk Hannover. Im März 1977 wurde er Mitglied im Juso-Bundesvorstand. 1983 bis 1987 wirkte er als Stellvertretender Vorsitzender, 1987 bis 1991 als Vorsitzender des SPD-Unterbezirks Hannover. Ab 1991 arbeitete Jüttner als Geschäftsführender Vorsitzender, ab 1993 bis 2009 als Vorsitzender des SPD-Bezirks Hannover. Zeitweilig parallel dazu war er ab 1996 Stellvertretender, 2003 bis 2005 Landesvorsitzender der niedersächsischen SPD.
2005 bis 2011 war Jüttner Mitglied des Parteivorstands der SPD.
Von 2010 bis 2014 war Wolfgang Jüttner Mitglied der Grundwertekommission und gehört seit 2011 dem Beirat der Parteischule als Vorsitzender an.

### Parlamentarische Tätigkeiten
Als Abgeordneter in den Niedersächsischen Landtag wurde Jüttner erstmals 1986 über die Landesliste gewählt.
Ab 1990 und bis 2013 war er direkt gewählter Abgeordneter des Niedersächsischen Landtages für den Wahlkreis Hannover-Linden. In diesem Zeitraum war er von 1998 bis 2003 Niedersächsischer Umweltminister. Nach der Ministerzeit wurde Jüttner zunächst stellvertretender Vorsitzender der SPD-Fraktion im Niedersächsischen Landtag und deren schulpolitischer Sprecher.
Als Nachfolger von Sigmar Gabriel wurde Jüttner im Juni 2005 zum Vorsitzenden der Fraktion gewählt. Das Amt hatte er bis 2010 inne, sein Nachfolger als Vorsitzender der SPD-Fraktion im Niedersächsischen Landtag wurde Stefan Schostok. Über die Zeit als Fraktionsvorsitzender gab Jüttner 2017 einen reflektierenden Bericht in der Publikation „70 Jahre SPD-Fraktion im Niedersächsischen Landtag“.
Bei der Landtagswahl 2013 trat Jüttner nicht wieder an.

### Sonstiges
Wolfgang Jüttner ist seit 1972 verheiratet. Er hat eine erwachsene Tochter und einen Enkelsohn.
Jüttner ist Mitglied der Arbeiterwohlfahrt, der IG Metall und der Naturfreunde Hannover.
Seit 2003 ist er Vorsitzender des Bildungs- und Tagungszentrums Heimvolkshochschule Springe.
Wolfgang Jüttner ist seit 2012 Mitglied im Rundfunkrat des Norddeutschen Rundfunks (NDR), war bis 2017 Vorsitzender des Landesrundfunkrates Niedersachsen und ist seit 2017 Mitglied des Programmsbeirats der ARD.
Von 1992 bis 1998 wirkte Jüttner als Aufsichtsratsvorsitzender der Stadtwerke AG Hannover. Seit 2016 ist er Mitglied des Kuratoriums der Hannah-Arendt-Tage.